# Ложноопёнок серно-жёлтый
Ложноопёнок серно-жёлтый (лат. Hypholoma fasciculare) — ядовитый гриб из рода Гифолома (Hypholoma) семейства Строфариевые (Strophariaceae). 
Синонимы:
- Naematoloma fasciculare (Huds.) P. Karst., 1880
- Agaricus fascicularis Huds., 1778basionym
- Pratella fascicularis (Huds.) S. F. Gray, 1821
- Geophila fascicularis (Huds.) Quél., 1886
- Dryophila fascicularis (Huds.) Quél., 1888
- Psilocybe fascicularis (Huds.) Noordel., 1980

## Описание

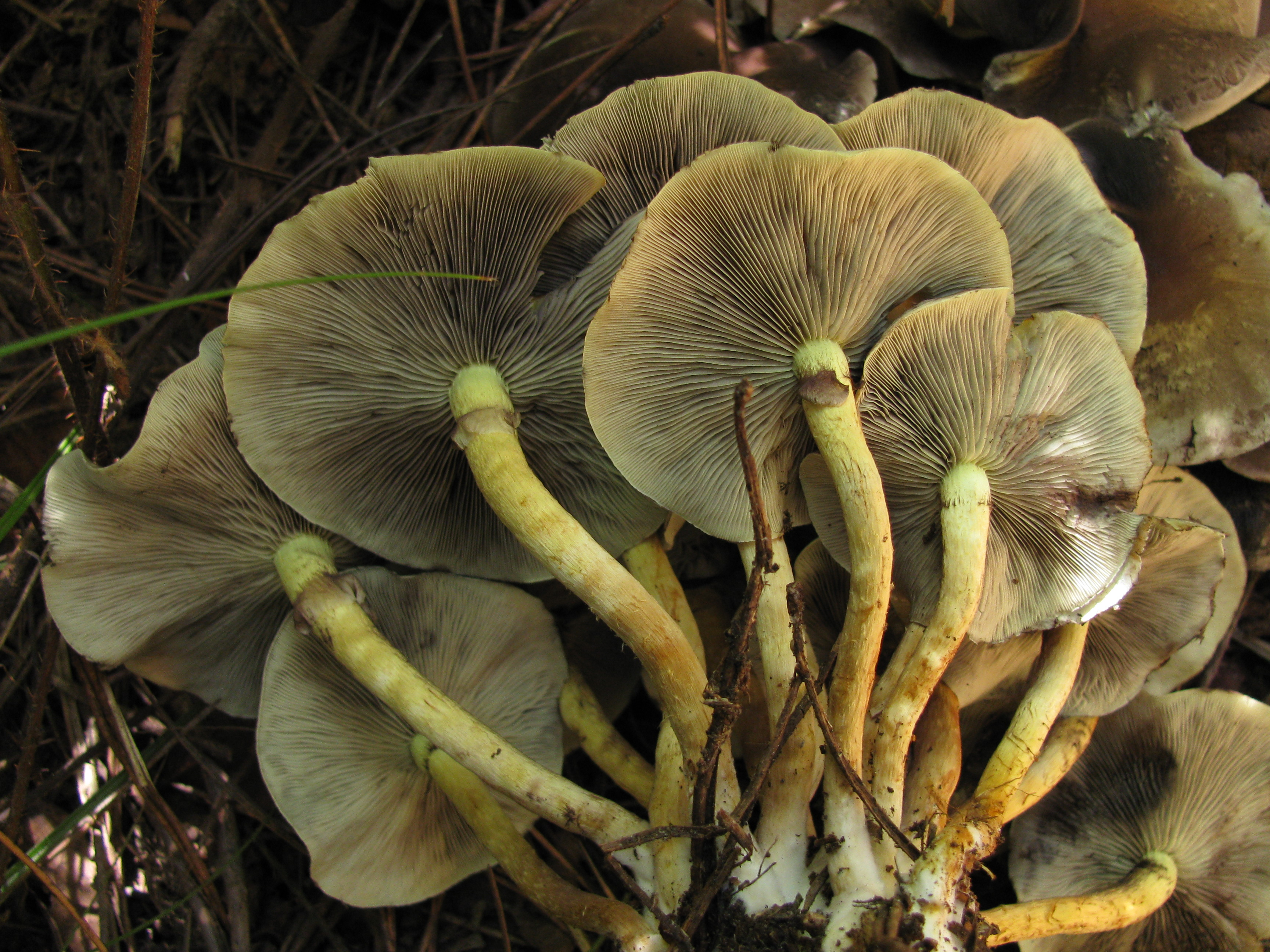

Шляпка 2—7 см в ∅, сначала колокольчатая, затем распростёртая, желтоватая, жёлто-бурая, серно-жёлтая, по краю более светлая, в центре более тёмная или красновато-бурая.
Мякоть светло-жёлтая или беловатая, очень горькая, с неприятным запахом.
Пластинки частые, тонкие, приросшие к ножке, сначала серно-жёлтые, затем зеленоватые, чёрно-оливковые. Споровый порошок шоколадно-коричневый. Споры эллипсоидные, гладкие.
Ножка до 10 см длины, 0,3—0,5 см ∅, ровная, полая, волокнистая, светло-жёлтая.
Гриб ядовит. При употреблении в пищу через 1—6 ч появляются тошнота, рвота, потливость, человек теряет сознание.

## Сходные виды
Съедобные: 
- Опёнок летний (Kuehneromyces mutabilis)
- Ложноопёнок серопластинчатый (Hypholoma capnoides)

Ядовитые: 
- Галерина окаймленная (Galerina marginata)

Другие: 
- Ложноопёнок кирпично-красный (Hypholoma sublateritium)